# Juan Francisco Pazos (médico)
Juan Francisco Pazos (Uruguay, 1911 - 19??) fue un médico y político uruguayo.

## Biografía
Médico de profesión, en un primer momento se suscribió a la corriente batllistas de izquierda para terminar incorporándose al Partido Comunista del Uruguay en la segunda mitad de la década de 1930. Estuvo involucrado en el movimiento de solidaridad con la República Española y también participó del movimiento antinazi en la década de 1940.
Junto a Rodney Arismendi participó del periódico Diario Popular y fue promovido por el entonces secretario del Partido Comunista, Eugenio Gómez a varios puestos dentro de la jerarquía partidaria.
En 1950 publicó para Ediciones Pueblos Unidos el libro La URSS es así. En las elecciones de 1954 encabezó la listas del Partido Comunista junto a Eugenio Gómez y Julia Arévalo de Roche.